# Anna Gaspari
Anna Gaspari (Rimini, 25 luglio 1972) è una conduttrice radiofonica sammarinese, speaker di Radio San Marino, radio che è gestita da San Marino RTV, l'emittente radiotelevisiva statale della Repubblica di San Marino. Fa parte dal 1997 dello staff della radio, dove ogni mattina conduce il programma Diamoci del Tu. Si occupa anche del palinsesto pubblicitario..
Dal 2025 sostituisce Lia Fiorio al commento dell'Eurovision Song Contest.